# Miguel Rivera Rodríguez
Miguel Rivera Rodríguez (Madrid, 22 de junio de 1984) es un entrenador español de voleibol. Ostentó el cargo de Seleccionador Nacional masculino, desde enero de 2022, hasta marzo de 2024 y tras haber sido asistente de la misma Selección desde 2014. También ha dirigido al Club Voleibol Teruel, con el que consiguió un total de nueve títulos nacionales (5 Supercopas de España, 2 Superligas y 2 Copas del Rey).

## Trayectoria
Comenzó su carrera como entrenador en el Club Voleibol Alcobendas, donde fue asistente de César Hernández en las temporadas 2006-2007 y 2007-2008, cuando el equipo militaba en las categorías de Primera Nacional y Liga FEV, consiguiendo el ascenso en ambas temporadas.
Posteriormente se incorporó a la Concentración Permanente de la Real Federación Española de Voleibol, en calidad de asistente de Ricardo Maldonado, donde estuvo entre las temporadas 2009-2010 y 2013-2014. Durante este período, los Equipos Nacionales sub-18 y sub-20 alcanzaron grandes éxitos internacionales: la medalla de plata en el Campeonato del Mundo sub-18, celebrado en Argentina en 2011 y la medalla de plata en el Campeonato de Europa sub-20 celebrado en Polonia y Dinamarca en 2012.
Su labor en la Concentración Permanente le sirvió para ser ascendido a la Selección de voleibol de España de la mano de Fernando Muñoz, en 2014. Como asistente, ocupó los cargos de Team Manager, Scout y 2.º entrenador, tanto con el propio Muñoz, como con Ricardo Maldonado.
El verano de 2014, además de para trabajar con la Selección Nacional, le sirvió para fichar por el Club Voleibol Teruel, de la mano de Carlos "Charly" Carreño, de quien fue asistente en el club turolense en las temporadas 2014-2015 y 2015-2016. En marzo de 2016, tras una serie de resultados adversos, la directiva del Club decidió prescindir de Carreño y dar los mandos del equipo a Miguel Rivera, quien llevó al equipo a la final de la Superliga de esa temporada.
En las temporadas sucesivas, Rivera consiguió para el Club Voleibol Teruel hasta 9 títulos nacionales: 5 SuperCopas, 2 Superligas y 2 Copas del Rey. Además, dirigió a su Club en las tres competiciones europeas de clubes: la Champions League, la CEV Cup y la Challenge Cup. 
Los éxitos conseguidos con el Club Voleibol Teruel le sirvieron para ser nombrado Seleccionador Nacional masculino en enero de 2022. Sin embargo, tras seis exitosas temporadas al frente del equipo, en abril de 2022 el Club Voleibol Teruel anunció que Miguel Rivera no sería el entrenador a partir de la temporada siguiente.
Al frente de la Selección Nacional consiguió la Medalla de Plata en los Juegos Mediterráneos de 2022, tras caer en la final frente a Croacia por 3-1. También logró la clasificación para el EuroVolley 2023, tras lograr 6 victorias en otros tantos encuentros en la Fase de Clasificación. En la fase final de dicho EuroVolley 2023, donde España quedó encuadrada en un grupo B muy complicado, la Selección tuvo un rendimiento irregular, con victorias de prestigio ante selecciones a priori superiores, como Bulgaria o Finlandia, y derrotas abultadas ante Croacia, Ucrania y Eslovenia. Al final, tras un triple empate con Ucrania y los anfitriones búlgaros, los españoles quedaban apeados de la fase eliminatoria.
Durante la temporada 2022-23 no dirigió ningún club, dedicándose en exclusiva a su rol de Seleccionador Nacional masculino. Sin embargo, en mayo de 2023, el Club Voleibol Haris anunció que Rivera sería el entrenador del equipo de La Laguna para las siguientes dos temporadas. Su ciclo en la isla no fue positivo, siendo cesado de su cargo en enero de 2024.
Poco después, en marzo del mismo año, Rivera abandonaba la Selección Nacional para emprender un nuevo proyecto en la V-League de Corea del Sur. Su club, KB Stars, donde coincidiría con el opuesto internacional español Andrés Villena, anunciaba la llegada de Rivera, primer entrenador extranjero en la historia del club, en quien depositaban sus esperanzas para una temporada 24-25 muy ilusionante para ellos.
Sin embargo, en octubre, el propio Rivera anunciaba su salida del club surcoreano por motivos de salud. En su nota de prensa, hacia referencia a un parón "temporal pero indefinido" para cuidar su salud mental.
Meses más tarde, y ya recuperado de sus problemas de salud, el C.D. Cisneros Alter anunciaba la llegada a su banquillo del técnico madrileño para la temporada 25-26.

## Clubes
| Club                           | País                     | Periodo |  |
| ------------------------------ | ------------------------ | ------- |  |
| Club Voleibol Alcobendas       | Bandera de España        | 2006-09 |  |
| Concentración Permanente RFEVB | Bandera de España        | 2009-14 |  |
| Club Voleibol Teruel           | Bandera de España        | 2014-22 |  |
| Club Voleibol Haris            | Bandera de España        | 2023-24 |  |
| KB Insurance Stars             | Bandera de Corea del Sur | 2024-24 |  |
| C.D. Cisneros Alter            | Bandera de España        | 2025-   |  |

## Selecciones
| País          | Selección         | Periodo   | Cargo                  |
| ------------- | ----------------- | --------- | ---------------------- |
| España Sub-17 | Bandera de España | 2008-14   | Entrenador asistente   |
| España Sub-19 | Bandera de España | 2009-14   | Entrenador asistente   |
| España        | Bandera de España | 2014-21   | Entrenador asistente   |
| España        | Bandera de España | 2022-2024 | Seleccionador nacional |